# Madhur Mittal
Madhur Mittal est un acteur et danseur indien né le 20 janvier 1987 à Agra.
Il est surtout connu pour avoir interprété Salim, le frère de Jamal dans Slumdog Millionaire.

## Biographie
Madhur Mittal est né en 1987 dans l'Uttar Pradesh, en Inde. En 1997, il est le gagnant de Boogie Woogie, une émission télévisée de danse indienne très populaire. Peu après, il s’installe à Bombay, joue et danse sur scène pour des spectacles de charité, des événements culturels et des cérémonies liées au spectacle et au cinéma. Au cinéma, il joue dans One 2 Ka 4 (Flic de choc), Kahin Pyaar Na Ho Jaaye et Say Salaam India.
On l’a vu également dans plusieurs émissions et séries télévisées dont Shaka Laka Boom Boom, Kasauti Zindagi Ki, Jalwa, Chamatkar et Dastak.
En 2008, Madhur Mittal est à l'affiche de Slumdog Millionaire sous la direction de Danny Boyle, où il incarne Salim à l'âge adulte, le frère du personnage principal, Jamal.

## Filmographie
- 2000 : Kahin Pyaar Na Ho Jaaye
- 2001 : Flic de choc
- 2007 : Say Salaam India : Shakeel
- 2008 : Slumdog Millionaire : Salim
- 2014 : Million Dollar Arm : Dinesh Patel